# OmniWeb
Omniweb, i marknadsföring skrivet OmniWeb, är en webbläsare för MacOS som varit tidigt ute med nya funktioner. Omniweb har bland annat stöd för flikar, reklamfilter och RSS.
Liksom Safari bygger Omniweb på Webkit.
Senaste versionen av Omniweb (5.9) kräver Mac OS X 10.4.8 eller senare.

## Versioner
- 5.9.1 (12 mars 2009): stöd för multitouch-funktionerna i styrplattan i Macbook-modellerna från hösten 2008.
- 5.9.0 (24 februari 2009): programmet blev freeware.